# USS San Diego (LPD-22)
USS San Diego (LPD-22) — десантний транспортний корабель-док ВМС США, шостий корабель типу «Сан-Антоніо». Призначений для перекидання до 800 морських піхотинців і висадки їх на берег.

## Назва
30 квітня 2004 року секретар ВМС США Гордон Інгланд оголосив про те, що шостий корабель (LPD 22) класу «San Diego» буде названо на честь міста Сан-Дієго, штат Каліфорнія, США, розташованого на березі Тихого океану, і стане вже четвертим кораблем ВМФ США з цим ім'ям.

## Будівництво

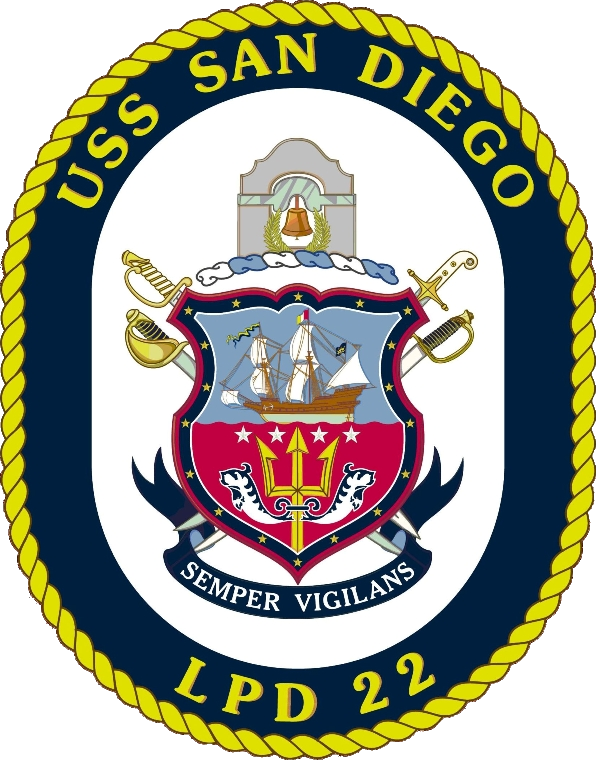
Емблема корабля

Контракт на будівництво корабля отримала 1 червня 2006 року компанія Northrop Grumman Ship Systems (NGSS). Закладка кіля відбулася 23 травня 2007 року на верфі компанії Ingalls Shipbuilding, частини корпорації Northrop Grumman, в Паскагула, штат Міссісіпі. Спущений на воду 7 травня 2010 року. 12 червня 2012 відбулася церемонія хрещення. Хрещеною матір'ю стала Лінда Вінтер, дружина колишнього секретаря військово-морського флоту Дональда К. Вінтера. 1 жовтня 2011 року було завершено заводські ходові випробування. Приймально-здавальні випробування були завершені 17 листопада 2011 року. 19 грудня 2011 корабель був переданий військово-морського флоту США. 15 березня 2012 корабель покинув Паскагула і попрямував в порт приписки Сан-Дієго, штат Каліфорнія. Під час свого переходу корабель 19 березня прибув на військово-морську базу США в Гуантанамо, Куба, де перебував протягом трьох днів. 25 березня пройшов через Панамський канал. 6 квітня прибув в порт приписки Сан-Дієго, де 19 травня 2012 відбулася церемонія введення в експлуатацію.

## Служба
В кінці 2014 року було розгорнуто в зоні відповідальності 5-го флоту США.
25 лютого 2015 року повернувся в порт приписки Сан-Дієго після семимісячного розгортання в зоні відповідальності 5-го і 7-го флоту США. 17 березня 2015 року кораблю вдруге поспіль була присуджена премія «Battle Effectiveness Award» (Battle «E»).

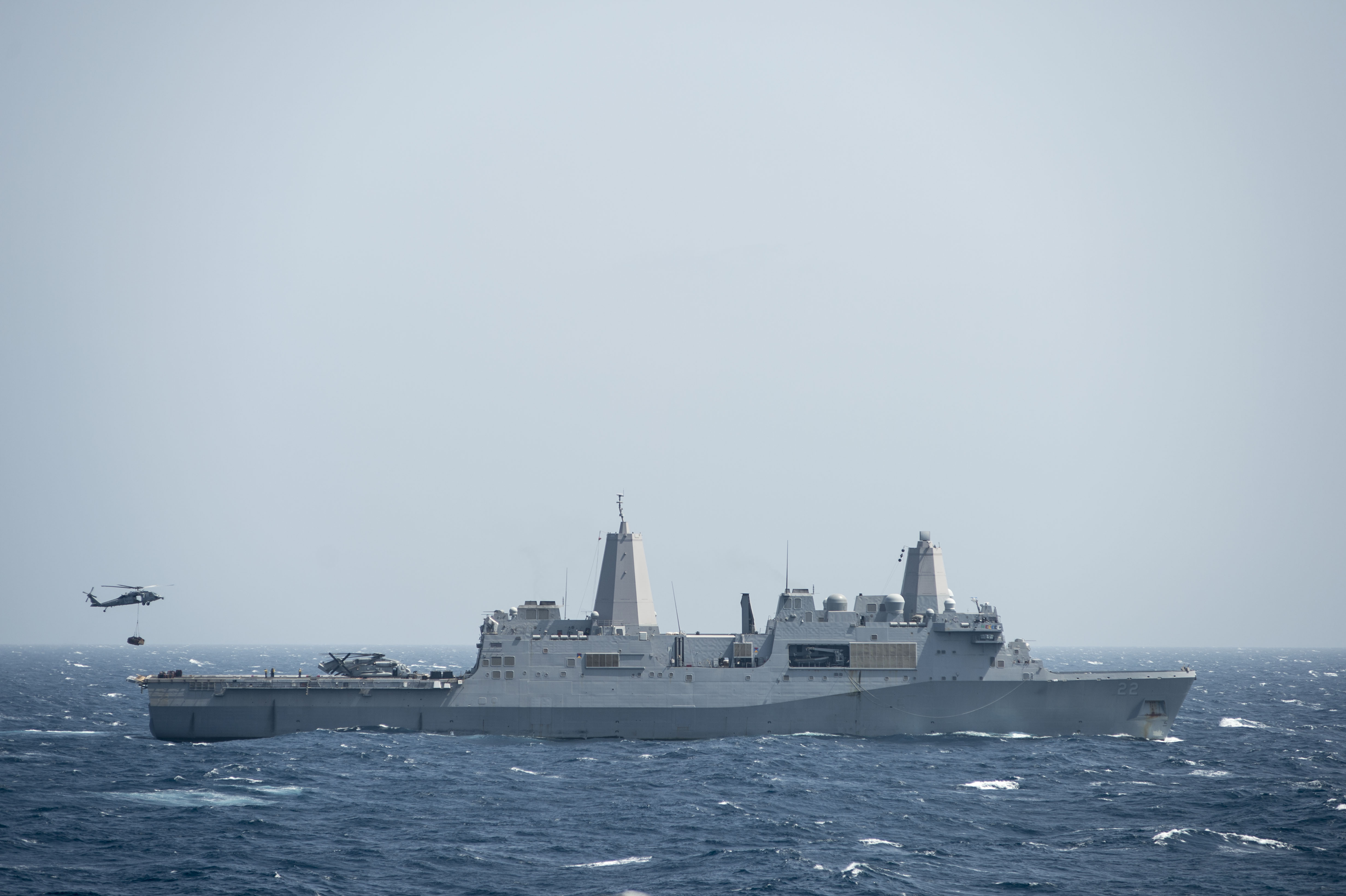
В Червоному морі в жовтні 2014 року.

Планується, що до листопада 2015 року на кораблі буде завершена модернізація, яку здійснить BAE Systems San Diego Ship Repair. 9 березня 2016 року розпочав ходові випробування після завершення 10-ти місячного ремонту.
21 червня 2016 року залишив порт приписки Сан-Дієго для участі в міжнародному навчанні "RIMPAC 2016». 12 серпня повернувся в Сан-Дієго.
У першій половині 2017 року екіпаж корабля проходив підготовку до майбутнього розгортання. 7 липня в складі ударної групи America ARG покинув порт приписки для запланованого розгортання, яке буде проходити в Тихоокеанському регіоні, біля узбережжя Близького Сходу і Африканського Рогу. 06 серпня прибув з п'ятиденним візитом в порт Камрань, В'єтнам. 17 серпня прибув із запланованим п'ятиденним візитом в Пхукет, Таїланд. 17 вересня відбувся транзитом Суецький канал в північному напрямку. 15 жовтня прибув до Суди, Крит, для поповнення запасів, де пробув шість днів. 27 листопада знову прибув в порт Суда, який покинув після п'ятиденного візиту. 9 січня 2018 прибув із запланованим візитом на військово-морську базу Апра, Гуам. 23 січня прибув в Перл-Харбор, Гаваї, який покинув 25 січня. 2 лютого повернувся в порт приписки Сан-Дієго.
2 квітня 2018 року покинув порт приписки Сан-Дієго для проведення звичайних операцій в Тихому океані. 6 квітня вперше прибув в Пуерто-Вальярта, Мексика, який покинув 10 квітня.